# فریدریش کارل آلوین پوکلس
 فریدریش کارل آلوین پوکلس (انگلیسی: Friedrich Carl Alwin Pockels؛ زاده ۱۸ ژوئن ۱۸۶۵ درگذشته ۲۹ اوت ۱۹۱۳) یک فیزیک‌دان اهل آلمان بود.